# Francisco Schaden
Francisco Serafim Guilherme Schaden (em alemão:  Franz Seraphim Wilhelm Schaden; Leipzig, 19 de fevereiro de 1891 – São Bonifácio, 26 de dezembro de 1957) foi um antropólogo e esperantista brasileiro nascido na Alemanha.

## Vida
Pai de Egon Schaden. Inicialmente foi adepto da língua universal volapuque, adotando depois o esperanto, talvez antes de chegar ao Brasil  1910, estabelecendo-se em 1912 em São Bonifácio, Santa Catarina.
Foi professor e escreveu sobre a vida dos alemães no Sul do Brasil e diversas obras de antropologia e linguística. Gravou entrevistas na língua caingangue, falada por nativos locais. Também estudou os grupos étnicos mbiás, xokleng, caingangues e outros grupos de sua região.
Em São Bonifácio está localizado o Museu da Colonização Professor Francisco Serafim Guilherme Schaden.

## Obras
- SCHADEN, Francisco. “Notas sobre a Colônia Vargem Grande”. In: Revista Atualidades, Florianópolis, números 6, 7, 8, 9, 10/11 e 12 de 1947.
- SCHADEN, Francisco S.G. A pacificação e a aculturação dos Xokléng. Rev. de Antropologia, São Paulo: USP, v. 1, n. 2, p. 136-9, 1953.
- SCHADEN, Francisco S.G. Índios, Caboclos e Colonos. Páginas de Etnografia, sociologia e folclore. Universidade de São Paulo, 1963.
- SCHADEN, Francisco. 1972. "Xokléng e Kaingáng (notas para um estudo comparativo)". Em Homem, cultura e sociedade no Brasil (Egon Schaden, org.).